# Det kinesiske køkken
Kinesisk madlavning er en af de ældste madlavningstraditioner i verden og en af de mest varierede. Fast mad bliver spist med spisepinde og supper med en bred, flad-bundet ske, normalt af keramik. Da det i Kina er barbarisk at have knive ved bordet, bliver de meste kinesermad serveret i små stykker klare til at tages med spisepinde. I modsætning til vestlig mad, hvor kødprotein udgør hovedparten af et måltid, er det kulhydraterne i form af ris, dampet brød, eller nudler, der er det centrale i et kinesisk måltid.
Da Kina er stort og varieret, kan den kinesiske madlavningstradition deles i mange lokale køkkener:

## Kantonesisk madlavning
Det kantonesiske køkken stammer fra Canton-området i sydkina (Guangdong provinsen). Det er denne madlavningsstil, der er mest kendt uden for Kina; en "kinesisk restaurant" i den vestlige verden serverer primært kantonesiske retter. Grunden til det er, at der har været en meget større immigration fra Guangdongprovinsen end fra andre provinser i Kina, og at der er mange kantonesiske retter, der generelt falder i vestlig smag. Kantonesisk madlavning bruger meget få stærke krydderier som chili, i modsætning til f.eks. i Sichuan
En kantonesisk talemåde lyder, "ethvert dyr, hvis ryg vender mod himmelen, kan spises". Kantonesisk madlavning omfatter grise-, okse- og kyllingekød og næsten alt spiseligt. Blandt andet serveres slanger, snegle, insekter, orme, kyllingefødder, andetunger, komave og indvolde . Hunde spises i Kina, men det er ualmindeligt og ikke særlig udbredt. Det er forbudt i Hong Kong og bliver det snart i Taiwan.
I det kantonesiske køkken er det ikke alene for smagens skyld, man laver mad. Snarere er der fokus på konsistens, og der findes mange kantonesiske retter, der ikke smager af så meget, men har en meget speciel konsistens.
Selv om der er utallige madlavningsmetoder i det kantonesiske køkken, er det dampning, stegning og friturestegning som er mest brugt. Især i restauranter, da disse metoder er hurtige og får råvarernes smag frem.

## Sichuanesisk madlavning
Det sichuanesiske (eller szechuanesiske) køkken stammer fra Sichuan-provinsen i Vestkina og har ry for at være fuld af smag og meget stærkt. I modsætning til det kantonesiske køkken, er det smagen, der er den vigtigste del af et sichuanesisk måltid. Selv om denne madlavningsstil er kendt for sin brug af chili, findes der mange sichuanesiske retter hvor chili ikke indgår. Chilipeberen nåede først Sichuan efter Christoffer Columbus opdagede Amerika. Og først da vestlige missionærer tog frugten med til Sichuan-provinsen. Sichuanesisk mad var stærk, også før chili, da Sichuan peber, altid har været brugt i provinsen. Det er et peberkorn, der er rødt eller grønt, og som giver en styrke til mad på en anderledes måde end chili. Grunden til, at der er så meget fokus på smag og krydderi, er provinsens varme, fugtige klima. Det har gjort det nødvendigt at tilberede mad, som kunne holde sig. I Sichuan-provinsen har man saltet, tørret, syltet og røget mad.
De mest almindelige madlavningsmetoder i det sichuanesiske køkken er stegning og dampning. Oksekød er mere brugt i sichuanesisk mad end noget andet sted i Kina på grund af udbredelsen af køer i provinsen.
- Wikimedia Commons har flere filer relateret til Det kinesiske køkken

| Mad og drikke | Spire Denne artikel om mad og drikke er en spire som bør udbygges. Du er velkommen til at hjælpe Wikipedia ved at udvide den. |